# Hethel
Hethel är en by i civil parish Bracon Ash, i distriktet South Norfolk, i grevskapet Norfolk, i England. Byn är belägen 10 km från Norwich. Hethel var en civil parish fram till 1935 när blev den en del av Bracon Ash. Civil parish hade 118 invånare år 1931. Byn nämndes i Domedagsboken (Domesday Book) år 1086, och kallades då Hathella/Het(h)ella.